# SC Veendam in het seizoen 1986/87
Het seizoen 1986/1987 was het 33e jaar in het bestaan van de Veendamse betaaldvoetbalclub SC Veendam. De club kwam uit in de Eredivisie en eindigde daarin op de 17e plaats, dit betekende dat de club rechtstreeks degradeerde naar de Eerste divisie. Tevens deed de club mee aan het toernooi om de KNVB beker, hierin werd de club in de tweede ronde uitgeschakeld door Excelsior (2–3).

## Wedstrijdstatistieken

### Eredivisie
|       | Ajax  | AZ    | Excelsior | FC Den Bosch '67 | FC Den Haag | FC Groningen | FC Haarlem | FC Twente | FC Utrecht | Feyenoord | Fortuna Sittard | Go Ahead Eagles | PEC Zwolle '82 | PSV   | Roda JC | Sparta Rotterdam | VVV   |
| ----- | ----- | ----- | --------- | ---------------- | ----------- | ------------ | ---------- | --------- | ---------- | --------- | --------------- | --------------- | -------------- | ----- | ------- | ---------------- | ----- |
| Thuis | 0 – 1 | 3 – 1 | 1 – 2     | 2 – 3            | 1 – 1       | 2 – 2        | 3 – 2      | 2 – 3     | 2 – 2      | 0 – 0     | 1 – 4           | 0 – 3           | 0 – 3          | 1 – 1 | 0 – 2   | 2 – 2            | 1 – 1 |
| Uit   | 4 – 0 | 0 – 0 | 1 – 3     | 1 – 0            | 3 – 2       | 1 – 1        | 0 – 0      | 1 – 1     | 0 – 1      | 0 – 0     | 1 – 1           | 4 – 0           | 1 – 1          | 3 – 3 | 3 – 0   | 7 – 1            | 4 – 2 |

### KNVB beker
| 1e ronde                                               | Kozakken Boys                                     | 1 – 2 (1 – 1, 1 – 1) Na verlenging | SC Veendam                             |
| 11 oktober 1986 Plaats: Werkendam Sportpark de Zwaaier | Bert Schouten 6'                                  |                                    | 39' Alex Klompstra 97' Ronald Steenge  |
| 2e ronde                                               | Excelsior                                         | 3 – 2 (2 – 2)                      | SC Veendam                             |
| 16 november 1986 Plaats: Rotterdam Woudestein          | Cees Schapendonk 15' (pen.), 40' Jan Sørensen 83' |                                    | 21' Harris Huizingh 23' Alex Klompstra |

## Statistieken SC Veendam 1986/1987

### Eindstand SC Veendam in de Nederlandse Eredivisie 1986 / 1987
| Stand | Gespeeld | Gewonnen | Gelijk | Verloren | Punten | Doelpunten voor | Doelpunten tegen |
| ----- | -------- | -------- | ------ | -------- | ------ | --------------- | ---------------- |
| 17e   | 34       | 4        | 15     | 15       | 23     | 37              | 67               |

### Topscorers
| #      | Naam              | Goal |
| ------ | ----------------- | ---- |
| 1.     | Marcel van Buuren | 6    |
| 2.     | Pieter Huistra    | 5    |
| 2.     | Harris Huizingh   | 5    |
| 2.     | Alex Klompstra    | 5    |
| 5.     | Boy Nijgh         | 4    |
| 5.     | Ronald Steenge    | 4    |
| 7.     | Bert Wiebing      | 3    |
| 8.     | Ale van der Meer  | 2    |
| 8.     | Henk Veldmate     | 2    |
| Totaal | Totaal            | 37   |

| #      | Naam            | Goal |
| ------ | --------------- | ---- |
| 1.     | Alex Klompstra  | 2    |
| 2.     | Harris Huizingh | 1    |
| 2.     | Ronald Steenge  | 1    |
| Totaal | Totaal          | 4    |

## Voetnoten
Ajax ·
AZ ·
FC Den Bosch '67 ·
Excelsior ·
Feyenoord ·
Fortuna Sittard ·
Go Ahead Eagles ·
FC Groningen ·
FC Den Haag ·
Haarlem ·
PEC Zwolle '82 ·
PSV ·
Roda JC ·
Sparta Rotterdam ·
FC Twente ·
FC Utrecht ·
SC Veendam ·
VVV